# Futago-ji

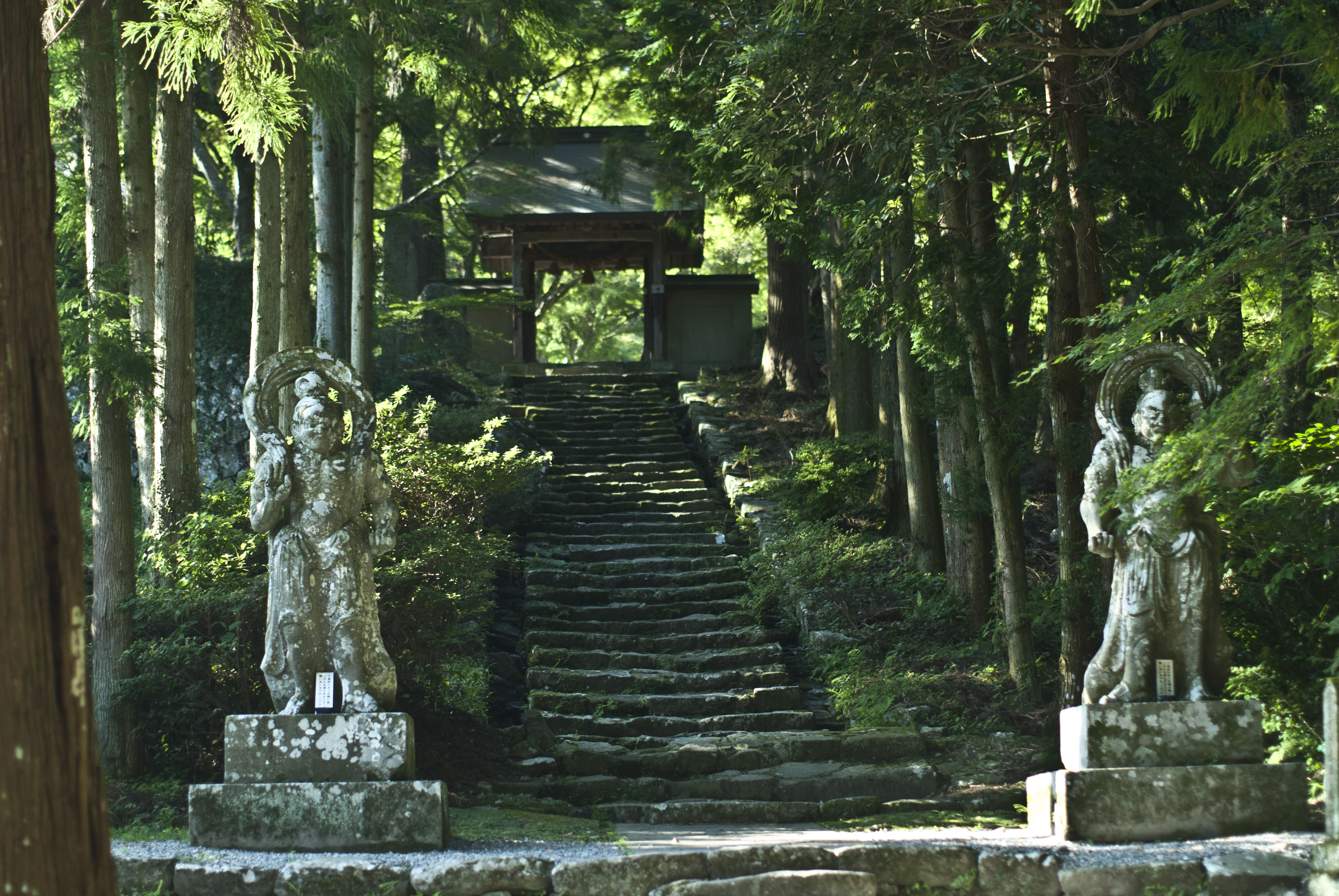
Niō en pierre (1814) à l'entrée du Futago-ji

Le Futago-ji (両子寺) est un temple bouddhiste de la secte Tendai dans la ville de Kunisaki, préfecture d'Ōita au Japon. Il est situé sur les pentes du mont Futago, plus haute montagne de la péninsule de Kunisaki. Le temple, créé en 718 par Ninmon, est devenu le temple central du Rokugō-Manzan (六郷満山).
L'enceinte du temple classée site historique préfectoral est comprise dans une zone spéciale du parc national de Setonaikai,,.

## Trésors
- Statue en bois d'Amida Nyorai assis, (fin de l'époque de Kamakura) (bien culturel préfectoral)[4].
- Tō (pagode en pierre, (époque de Kamakura) (bien culturel préfectoral)[4].
- Paire de masques en bois (1618, 1770) (bien culturel préfectoral)[4].
- Tō en pierre, époques de (Nanbokuchō/Muromachi) (bien culturel municipal)[4].
- Tō en pierre (1468) (bien culturel municipal)[4].
- Tō en pierre (époque de Muromachi) (bien culturel municipal)[4].
- Niōs en bois, (1814), 245 and 230 cm (bien culturel municipal)[4].
- Statue en bois de Jūichimen Kannon[5].
- Statue en bois de Fudō Myōō[5].
- Peinture de Raigō[5].